# Port lotniczy Tokio-Haneda
Port lotniczy Tokio-Haneda (jap. 東京国際空港 Tōkyō Kokusai Kūkō; ang. Tokyo International Airport) – port lotniczy położony na wybrzeżu Zatoki Tokijskiej (częściowo na sztucznie utworzonej wyspie) w dzielnicy Ōta, w stolicy Japonii – Tokio. W latach 2002–2007 był na czwartym miejscu na świecie pod względem ruchu pasażerskiego, a w 2008 roku wysunął się na trzecią pozycję.
Port lotniczy Haneda powstał w 1931 roku. Do 1978 roku był jedynym, obsługującym Tokio. W 1978 otwarto port lotniczy Narita, który przejął prawie cały ruch międzynarodowy z portu Haneda.

## Linie lotnicze i połączenia
Lotnisko Tokio-Haneda obsługiwane jest przez 42 linie lotnicze, które oferują bezpośrednie połączenia do 102 portów lotniczych w Azji, Ameryce Północnej, Europie i Oceanii:
| Linia                      | Kierunek |
| -------------------------- | --- |
| Air Asia X                 | 1. Kuala Lumpur |
| Air Canada                 | 1. Toronto-Pearson |
| Air China                  | 1. Pekin |
| Air Do                     | 1. Asahikawa 2. Hakodate 3. Kushiro 4. Memanbetsu 5. Obihiro 6. Sapporo-Chitose |
| Air France                 | 1. Paryż-Charles de Gaulle |
| All Nippon Airways         | 1. Akita 2. Bangkok-Suvarnabhumi 3. Pekin 4. Chicago-O'Hare 5. Delhi 6. Frankfurt 7. Fukuoka 8. Guangzhou 9. Hachijojima 10. Hakodate 11. Hiroshima 12. Ho Chi Minh 13. Hongkong 14. Honolulu 15. Houston 16. Ishigaki 17. Iwakuni 18. Stambuł (od 12 lutego 2025) 19. Iwami 20. Dżakarta 21. Kagoshima 22. Kobe 23. Kōchi 24. Komatsu 25. Kuala Lumpur 26. Kumamoto 27. Kushiro 28. Londyn-Heathrow 29. Los Angeles 30. Manila 31. Matsuyama 32. Mediolan-Malpensa 33. Miyako 34. Miyazaki 35. Monbetsu 36. Monachium 37. Nagasaki 38. Naha 39. Nakashibetsu 40. Nowy Jork-JFK 41. Odate 42. Ōita 43. Okayama 44. Osaka-Itami 45. Osaka-Kansai 46. Paryż-Charles de Gaulle 47. Qingdao 48. Saga 49. San Francisco 50. Sapporo-Chitose 51. Seattle-Tacoma 52. Seul-Gimpo 53. Szanghaj-Hongqiao 54. Szanghaj-Pudong 55. Shenzhen 56. Shonai 57. Singapur 58. Sztokholm-Arlanda 59. Sydney 60. Tajpej-Songshan 61. Takamatsu 62. Tokushima 63. Tottori 64. Toyama 65. Ube 66. Vancouver 67. Wiedeń 68. Wajima 69. Wakkanai 70. Waszyngton-Dulles 71. Yonago |
| American Airlines          | 1. Dallas-Fort Worth 2. Los Angeles 3. Nowy Jork-JFK |
| ANA Wings                  | 1. Nagoja |
| Asiana Airlines            | 1. Seul-Gimpo 2. Seul-Inczon |
| British Airways            | 1. Londyn-Heathrow |
| Cathay Pacific             | 1. Hongkong |
| China Airlines             | 1. Tajpej-Songshan |
| China Eastern Airlines     | 1. Pekin-Daxing 2. Szanghaj-Hongqiao 3. Szanghaj-Pudong |
| China Southern Airlines    | 1. Pekin-Daxing 2. Guangzhou |
| Delta Air Lines            | 1. Atlanta 2. Detroit 3. Honolulu 4. Los Angeles 5. Minneapolis-St. Paul 6. Seattle-Tacoma |
| Emirates                   | 1. Dubaj |
| EVA Air                    | 1. Tajpej-Songshan |
| Finnair                    | 1. Helsinki |
| Garuda Indonesia           | 1. Dżakarta |
| Hawaiian Airlines          | 1. Honolulu |
| HK Express                 | 1. Hongkong |
| ITA Airways                | 1. Rzym-Fiumicino |
| Japan Airlines             | 1. Akita 2. Amami 3. Aomori 4. Asahikawa 5. Bangkok-Suvarnabhumi 6. Pekin 7. Chicago-O'Hare 8. Dalian 9. Dallas-Fort Worth 10. Delhi 11. Doha 12. Fukuoka 13. Guangzhou 14. Hakodate 15. Helsinki 16. Hiroshima 17. Ho Chi Minh 18. Hongkong 19. Honolulu 20. Ishigaki 21. Izumo 22. Kagoshima 23. Kitakiusiu 24. Kōchi 25. Komatsu 26. Kumamoto 27. Kushiro 28. Londyn-Heathrow 29. Los Angeles 30. Manila 31. Matsuyama 32. Memanbetsu 33. Misawa 34. Miyako 35. Miyazaki 36. Nagasaki 37. Nagoja 38. Naha 39. Nowy Jork-JFK 40. Obihiro 41. Ōita 42. Okayama 43. Osaka-Itami 44. Osaka-Kansai 45. Paryż-Charles de Gaulle 46. San Francisco 47. Sapporo-Chitose 48. Seul-Gimpo 49. Szanghaj-Hongqiao 50. Szanghaj-Pudong 51. Shirahama 52. Singapur 53. Sydney 54. Tajpej-Songshan 55. Takamatsu 56. Tokushima 57. Ube 58. Yamagata |
| Juneyao Air                | 1. Szanghaj-Pudong |
| Korean Air                 | 1. Seul-Gimpo 2. Seul-Inczon |
| Lufthansa                  | 1. Frankfurt 2. Monachium |
| Malaysia Airlines          | 1. Kota Kinabalu |
| Peach                      | 1. Seul-Inczon 2. Szanghaj-Pudong 3. Tajpej-Taiwan Taoyuan |
| Philippine Airlines        | 1. Manila |
| Qantas                     | 1. Sydney |
| Scandinavian Airlines      | 1. Kopenhaga |
| Shanghai Airlines          | 1. Szanghaj-Hongqiao 2. Szanghaj-Pudong |
| Singapore Airlines         | 1. Singapur |
| Skymark Airlines           | 1. Fukuoka 2. Kagoshima 3. Kobe 4. Naha 5. Sapporo-Chitose 6. Shimojishima |
| Solaseed Air               | 1. Kagoshima 2. Kumamoto 3. Miyazaki 4. Nagasaki 5. Naha 6. Ōita |
| Spring Airlines            | 1. Szanghaj-Pudong |
| StarFlyer                  | 1. Fukuoka 2. Kitakisiu 3. Osaka-Kansai 4. Ube |
| Thai Airways International | 1. Bangkok-Suvarnabhumi |
| Tianjin Airlines           | 1. Tiencin |
| Tigerair Taiwan            | 1. Tajpej-Taiwan Taoyuan |
| Turkish Airlines           | 1. Stambuł |
| United Airlines            | 1. Chicago-O'Hare 2. / Guam 3. Los Angeles 4. Newark 5. San Francisco 6. Waszyngton-Dulles |
| VietJet Air                | 1. Đà Nẵng 2. Ho Chi Minh |
| Vietnam Airlines           | 1. Hanoi |

### Cargo
- All Nippon Airways (Osaka-Kansai, Saga, Sapporo-Chitose)
- Galaxy Airlines (Kitakyushu, Naha, Sapporo-Chitose)